# Primera División Profesional de Uruguay 2008-2009
La Primera División Profesional de Uruguay 2008-2009 è stata la 105ª edizione del campionato uruguaiano di calcio di massima serie.
Il Nacional si è laureato campione per la 42ª volta.

## Torneo di Apertura
Il Torneo di Apertura è iniziato il 23 agosto 2009 e si è concluso il 7 febbraio 2010.

### Classifica
|  | Pos. | Squadra              | Pt | G  | V  | N | P  | GF | GS | DR  |
|  | ---- | -------------------- | -- | -- | -- | - | -- | -- | -- | --- |
|  | 1.   | Danubio              | 32 | 15 | 10 | 2 | 3  | 27 | 15 | +12 |
|  | 2.   | Nacional             | 32 | 15 | 10 | 2 | 3  | 23 | 13 | +10 |
|  | 3.   | Defensor Sporting    | 30 | 15 | 9  | 3 | 3  | 23 | 12 | +11 |
|  | 4.   | Racing               | 27 | 15 | 7  | 6 | 2  | 24 | 14 | +10 |
|  | 5.   | Liverpool            | 27 | 15 | 7  | 6 | 2  | 21 | 15 | +6  |
|  | 6.   | Peñarol              | 25 | 15 | 8  | 4 | 3  | 29 | 15 | +14 |
|  | 7.   | Cerro                | 23 | 15 | 6  | 5 | 4  | 20 | 12 | +8  |
|  | 8.   | River Plate          | 20 | 15 | 5  | 5 | 5  | 17 | 17 | 0   |
|  | 9.   | Central Español      | 20 | 15 | 5  | 5 | 5  | 17 | 21 | -4  |
|  | 10.  | Tacuarembó           | 17 | 15 | 5  | 2 | 8  | 15 | 20 | -5  |
|  | 11.  | Bella Vista          | 17 | 15 | 5  | 2 | 8  | 13 | 22 | -9  |
|  | 12.  | Montevideo Wanderers | 14 | 15 | 4  | 2 | 9  | 17 | 18 | -1  |
|  | 13.  | Rampla Juniors       | 14 | 15 | 3  | 5 | 7  | 16 | 24 | -8  |
|  | 14.  | Villa Española       | 12 | 15 | 3  | 3 | 9  | 11 | 26 | -15 |
|  | 15.  | Cerro Largo          | 9  | 15 | 1  | 6 | 8  | 13 | 25 | -12 |
|  | 16.  | Juventud             | 8  | 15 | 2  | 2 | 11 | 9  | 26 | -17 |

- Peñarol 3 punti di penalizzazione.

### Finale play-off
| Arbitro: | Jorge Larrionda |

|               |           |                          |
| Rodríguez 36’ | Marcatori | 60’ Fernández 77’ García |

## Torneo di Clausura
Il Torneo di Clausura è iniziato il 21 febbraio e si è concluso il 30 maggio.

### Classifica
|  | Pos. | Squadra              | Pt | G  | V  | N | P  | GF | GS | DR  |
|  | ---- | -------------------- | -- | -- | -- | - | -- | -- | -- | --- |
|  | 1.   | Defensor Sporting    | 34 | 14 | 11 | 1 | 2  | 29 | 15 | +14 |
|  | 2.   | River Plate          | 30 | 14 | 9  | 3 | 2  | 32 | 17 | +15 |
|  | 3.   | Cerro                | 29 | 14 | 9  | 2 | 3  | 30 | 13 | +17 |
|  | 4.   | Liverpool            | 25 | 14 | 7  | 4 | 3  | 23 | 17 | +6  |
|  | 5.   | Peñarol              | 23 | 14 | 7  | 2 | 5  | 22 | 15 | +7  |
|  | 6.   | Nacional             | 23 | 14 | 6  | 5 | 3  | 27 | 21 | +6  |
|  | 7.   | Racing               | 23 | 14 | 6  | 5 | 3  | 22 | 17 | +5  |
|  | 8.   | Montevideo Wanderers | 21 | 14 | 6  | 3 | 5  | 25 | 24 | +1  |
|  | 9.   | Cerro Largo          | 19 | 14 | 5  | 4 | 5  | 20 | 20 | 0   |
|  | 10.  | Danubio              | 15 | 14 | 4  | 3 | 7  | 20 | 24 | -4  |
|  | 11.  | Central Español      | 12 | 14 | 3  | 3 | 8  | 16 | 24 | -8  |
|  | 12.  | Tacuarembó           | 12 | 14 | 2  | 6 | 6  | 16 | 25 | -9  |
|  | 13.  | Bella Vista          | 10 | 14 | 2  | 4 | 8  | 16 | 28 | -12 |
|  | 14.  | Juventud             | 8  | 14 | 2  | 2 | 10 | 15 | 34 | -19 |
|  | 15.  | Rampla Juniors       | 5  | 14 | 0  | 5 | 9  | 15 | 34 | -19 |
|  | 16.  | Villa Española       |    |    |    |   |    |    |    |     |

- Villa Española esclusa e retrocessa in Segunda Divisional B Amateur per motivi finanziari.

## Classifica aggregata
|  | Pos. | Squadra              | Pt | G  | V  | N  | P  | GF | GS | DR  |
|  | ---- | -------------------- | -- | -- | -- | -- | -- | -- | -- | --- |
|  | 1.   | Defensor Sporting    | 64 | 29 | 20 | 4  | 5  | 52 | 27 | +25 |
|  | 2.   | Nacional             | 55 | 29 | 16 | 7  | 6  | 50 | 34 | +16 |
|  | 3.   | Cerro                | 52 | 29 | 15 | 7  | 7  | 50 | 25 | +25 |
|  | 4.   | Liverpool            | 52 | 29 | 14 | 10 | 5  | 44 | 32 | +12 |
|  | 5.   | River Plate          | 50 | 29 | 14 | 8  | 7  | 49 | 34 | +15 |
|  | 6.   | Racing               | 50 | 29 | 13 | 11 | 5  | 46 | 31 | +15 |
|  | 7.   | Peñarol              | 48 | 29 | 15 | 6  | 8  | 51 | 30 | +21 |
|  | 8.   | Danubio              | 47 | 29 | 14 | 5  | 10 | 47 | 39 | +8  |
|  | 9.   | Montevideo Wanderers | 35 | 29 | 10 | 5  | 14 | 42 | 42 | 0   |
|  | 10.  | Central Español      | 32 | 29 | 8  | 8  | 13 | 33 | 45 | -12 |
|  | 11.  | Tacuarembó           | 29 | 29 | 7  | 8  | 14 | 31 | 45 | -14 |
|  | 12.  | Cerro Largo          | 28 | 29 | 6  | 10 | 13 | 33 | 45 | -12 |
|  | 13.  | Bella Vista          | 27 | 29 | 7  | 6  | 16 | 29 | 50 | -21 |
|  | 14.  | Rampla Juniors       | 19 | 29 | 3  | 10 | 16 | 31 | 58 | -27 |
|  | 15.  | Juventud             | 16 | 29 | 4  | 4  | 21 | 24 | 60 | -36 |
|  | 16.  | Villa Española       | 12 | 15 | 3  | 3  | 9  | 11 | 26 | -15 |

- Peñarol 3 punti di penalizzazione.
- Le prime sei squadre in classifica si sono qualificate per la Liguilla Pre-Libertadores.
- Juventud, Bella Vista e Villa Española sono retrocesse con il punteggio determinato dal promedio.

## Play-off

### Championship play-off
Nacional e Defensor Sporting si sono qualificate al play-off per il titolo essendo rispettivamente i vincitori del torneo di Apertura e di Clausura; inoltre, il Defensor Sporting si qualifica anche come squadra con il punteggio totale più alto, trovandosi direttamente in finale. Pertanto, se il play-off è vinto dal Defensor Sporting, esso è automaticamente campione d'Uruguay, altrimenti giocherà la finale in doppia sfida con il Nacional, che risulterebbe il vincitore del play-off iniziale e che si giocherebbe il titolo con la squadra che ha avuto il punteggio aggregato maggiore.
La sfida si gioca al meglio dei tre incontri.
| Arbitro: | Martín Vázquez |

|              |           |             |
| de Souza 25’ | Marcatori | 22’ Lodeiro |

| Arbitro: | Darío Ubriaco |

|            |           |          |
| Romero 23’ | Marcatori | 44’ Vera |

| Arbitro: | Roberto Silvera |

|  |           |                                            |
|  | Marcatori | 32’ (rig.) García 74’ Coates 77’ Fernández |

### Finale
Poiché il Nacional ha vinto il play-off iniziale, per l'assegnazione del titolo si rende necessaria la disputa di un doppio confronto, anche stavolta giocato al meglio dei tre incontri.
| Arbitro: | Martín Vázquez |

|            |           |                           |
| Pintos 66’ | Marcatori | 78’ Coates 86’ Biscayzacú |

| Arbitro: | Jorge Larrionda |

|                           |           |             |
| Victorino 27’ Lodeiro 86’ | Marcatori | 59’ Navarro |